# Neotaenioglossa
Ordre
Les Neotaenioglossa sont un ordre de mollusques prosobranches de la classe des gastéropodes.
La taxinomie des gastéropodes étant encore incomplètement comprise, cet ordre n'existe pas dans World Register of Marine Species, qui divise les gastéropodes en 7 sous-classes (dont les Caenogastropoda, où se retrouvent une bonne partie des Neotaenioglossa, notamment dans l'ordre des Littorinimorpha). 

## Liste des familles
Selon ITIS (21 octobre 2014) :
- famille Aclididae G. O. Sars, 1878
- famille Annulariidae
- famille Aporrhaididae
- famille Assimineidae H. & A. Adams, 1856
- famille Atlantidae Wiegmann & Ruthe, 1832
- famille Barleeiidae
- famille Batillariidae
- famille Bithyniidae
- famille Bursidae Thiele, 1925
- famille Caecidae Gray, 1815
- famille Calyptraeidae Blainville, 1824
- famille Capulidae Fleming, 1822
- famille Carinariidae Blainville, 1818
- famille Cassidae Latreille, 1825
- famille Cerithiidae Fleming, 1822
- famille Cerithiopsidae H. & A. Adams, 1854
- famille Cypraeidae Rafinesque, 1815
- famille Elachisinidae
- famille Epitoniidae S. S. Berry, 1910
- famille Eulimidae
- famille Falsicingulidae
- famille Ficidae Conrad, 1867
- famille Haloceratidae
- famille Hipponicidae Troschel, 1861
- famille Hydrobiidae Simpson, 1865
- famille Janthinidae Leach, 1823
- famille Lamellariidae Orbigny, 1841
- famille Litiopidae
- famille Littorinidae Gray, 1840
- famille Modulidae
- famille Naticidae Guilding, 1834
- famille Obtortionidae
- famille Ovulidae Fleming, 1822
- famille Pelycidiidae
- famille Personidae
- famille Pickworthiidae
- famille Planaxidae Gray, 1850
- famille Pleuroceridae
- famille Potamididae H. & A. Adams, 1854
- famille Pterotracheidae Gray, 1840
- famille Ranellidae Gray, 1854
- famille Rissoidae Gray, 1847
- famille Siliquariidae Anton, 1839
- famille Skeneopsidae Iredale, 1915
- famille Strombidae Rafinesque, 1815
- famille Thiaridae
- famille Tonnidae Peile, 1926
- famille Tornidae
- famille Triphoridae Gray, 1847
- famille Triviidae Trochel, 1863
- famille Truncatellidae Gray, 1840
- famille Turritellidae Clarke, 1851
- famille Vanikoridae Gray, 1845
- famille Velutinidae Gray, 1840
- famille Vermetidae Rafinesque, 1815
- famille Vitrinellidae Bush, 1897
- famille Xenophoridae Philippi, 1853

## Galerie

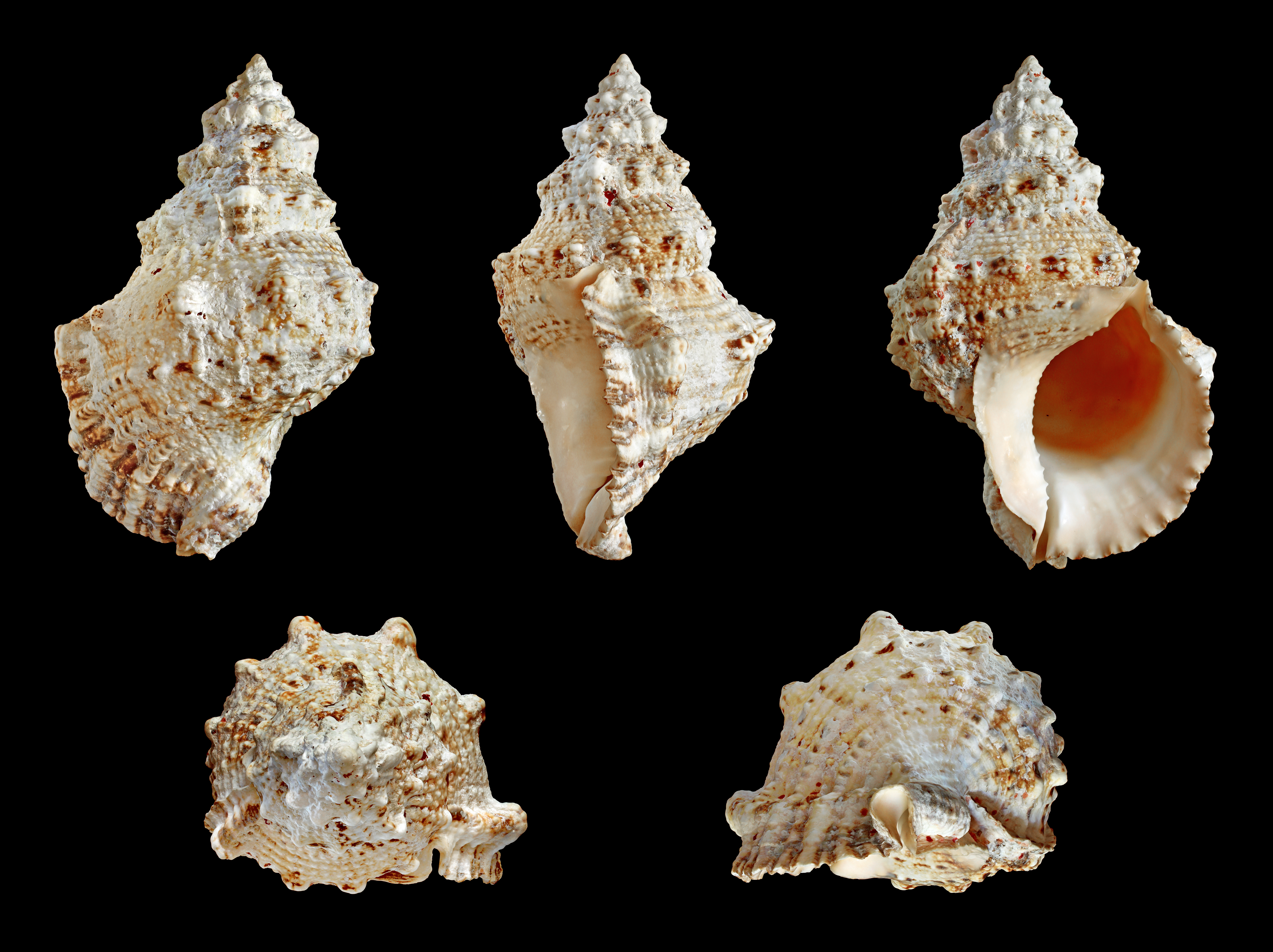
Tutufa bubo, une Bursidae
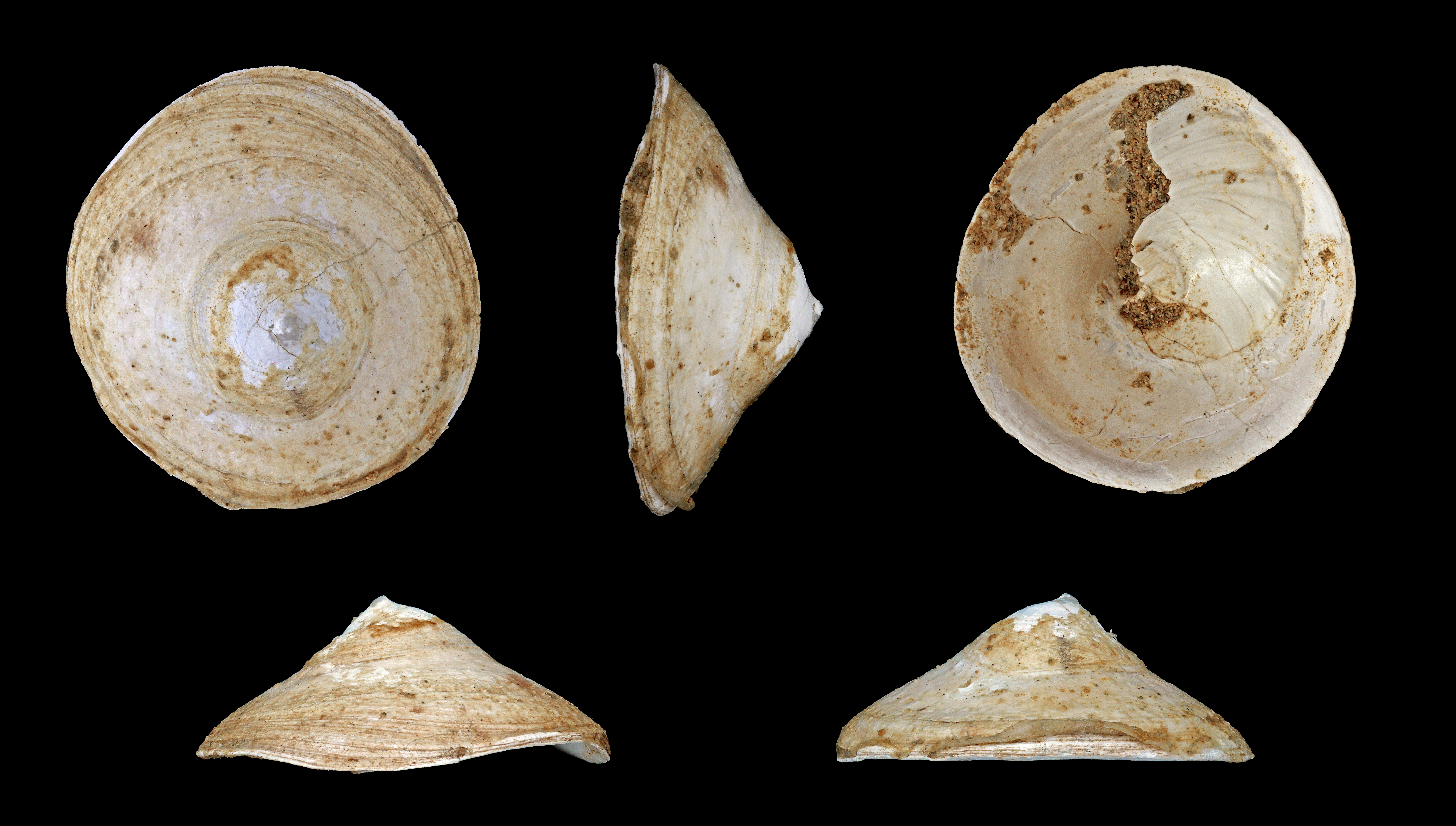
Calyptraea chinensis, une Calyptraeidae
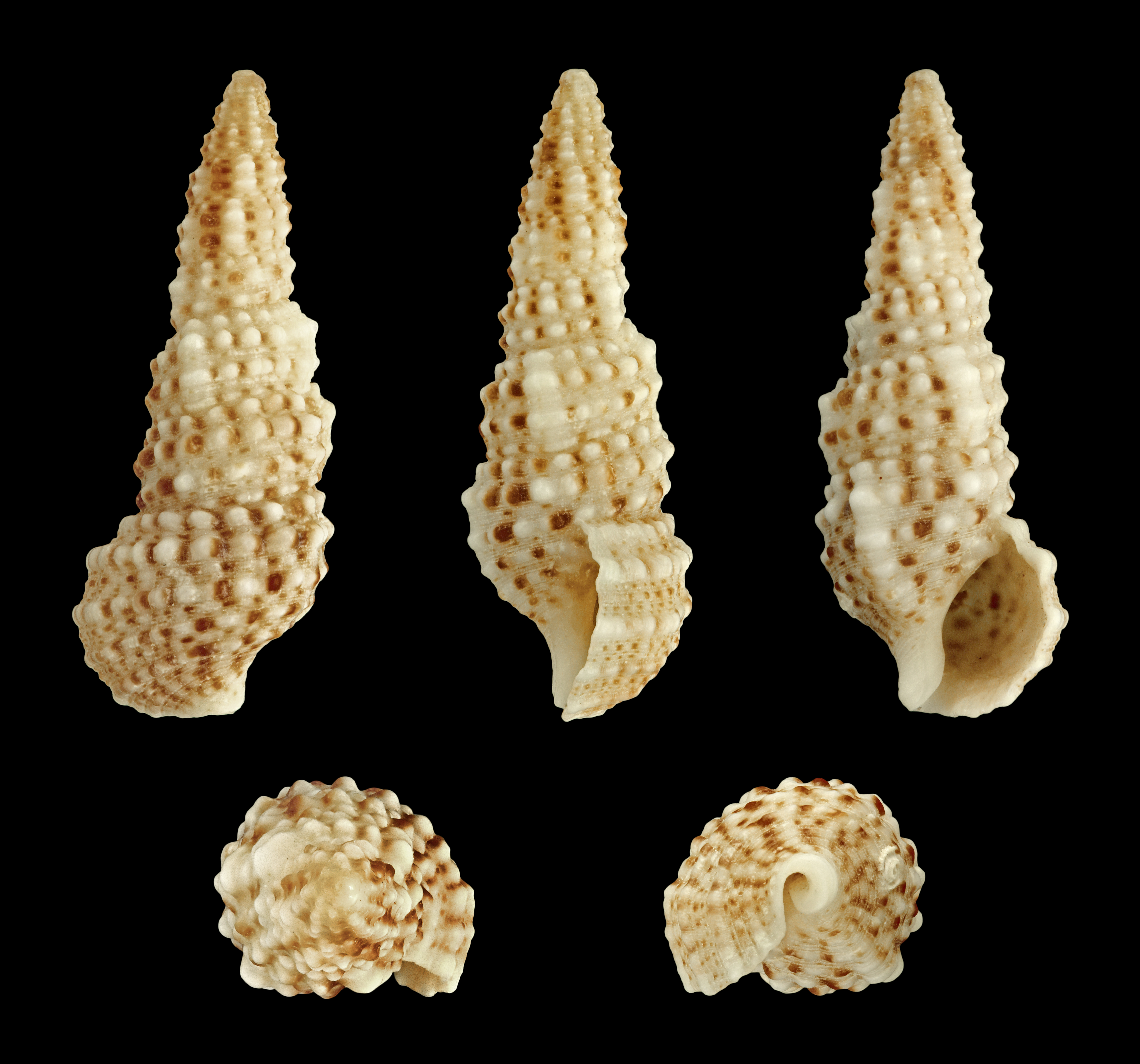
Cerithium scabridum, un Cerithiidae
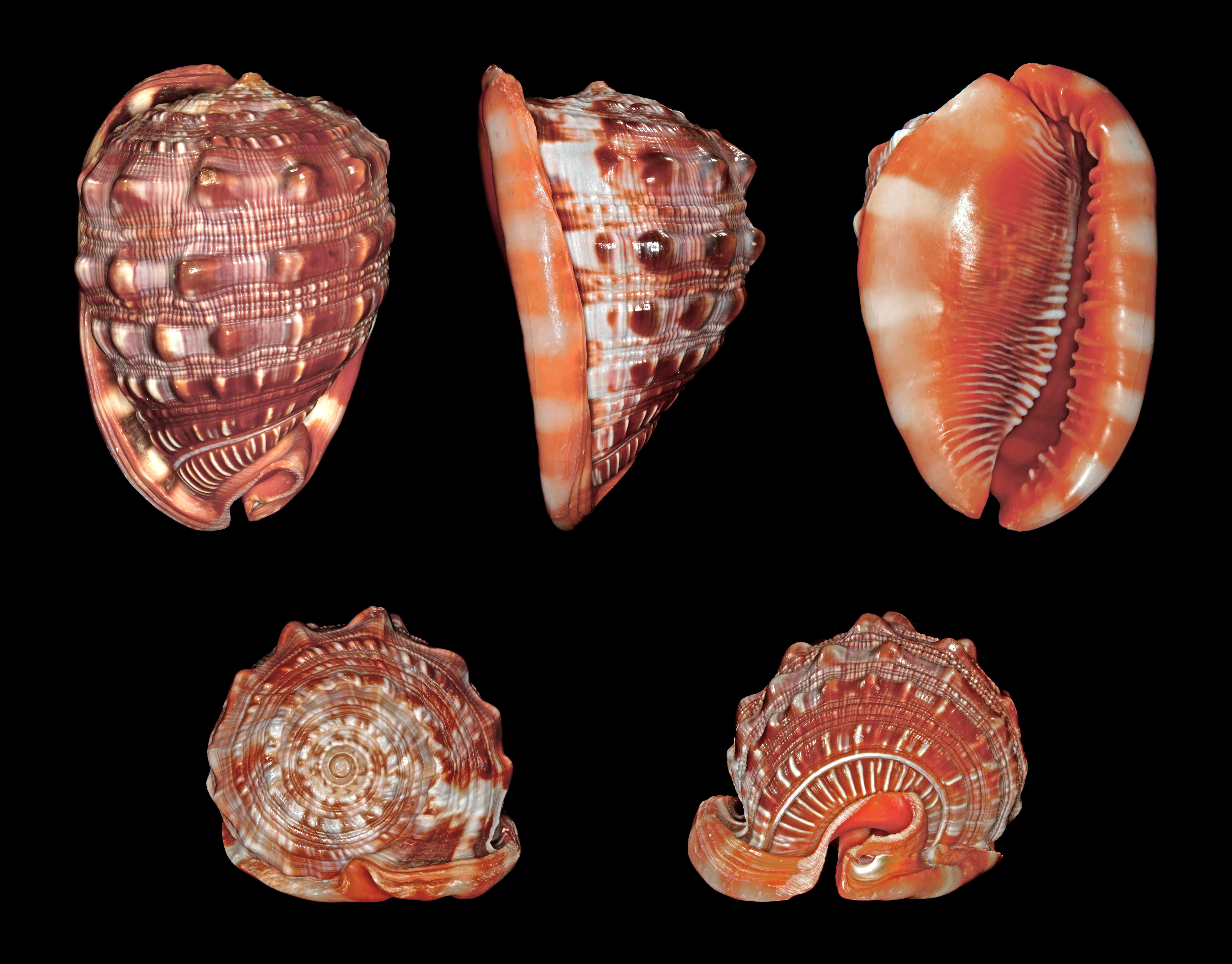
Cypraecassis rufa, un Cassidae
Cypraea tigris, une Cypraeidae
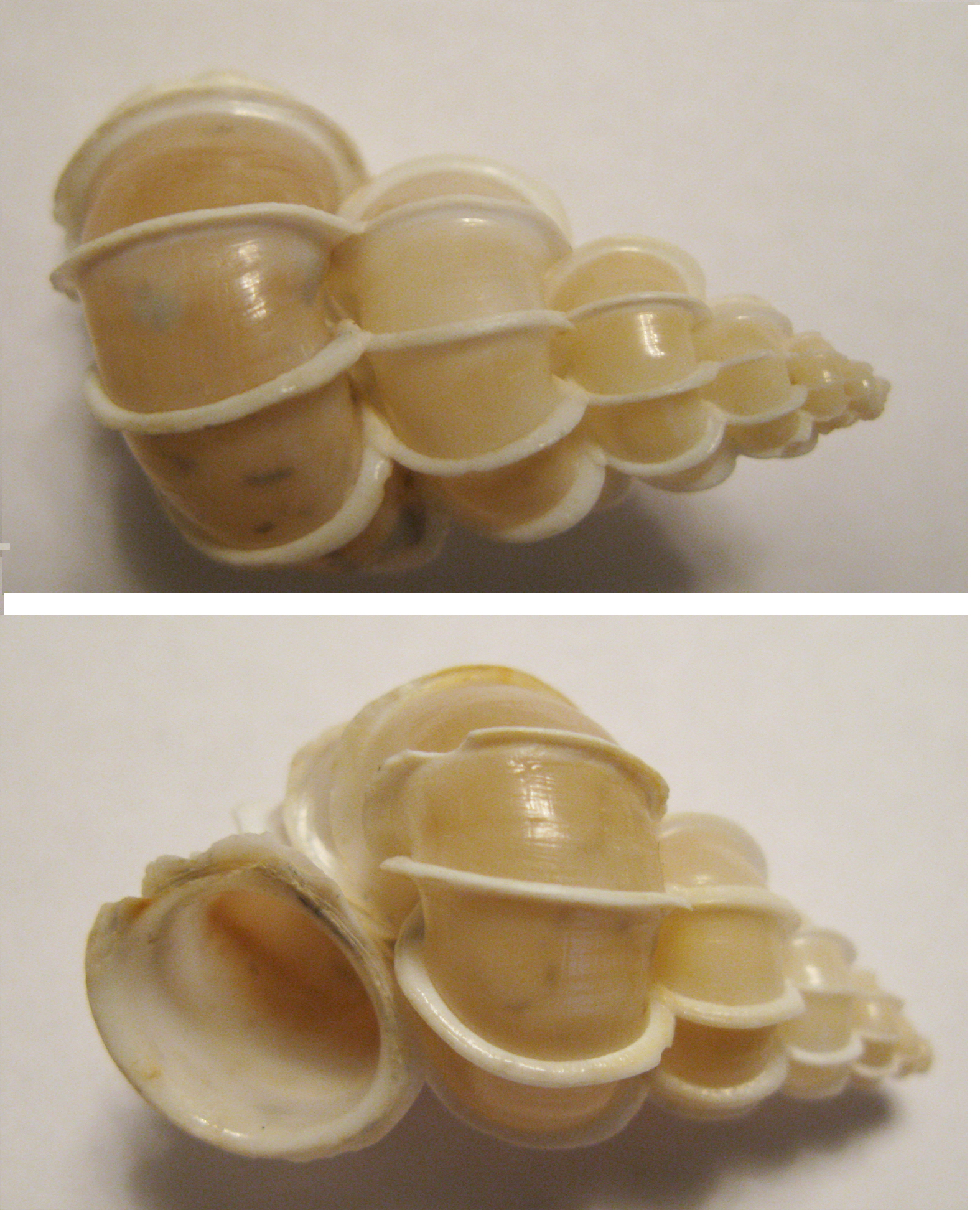
Epitonium scalare, un Epitoniidae
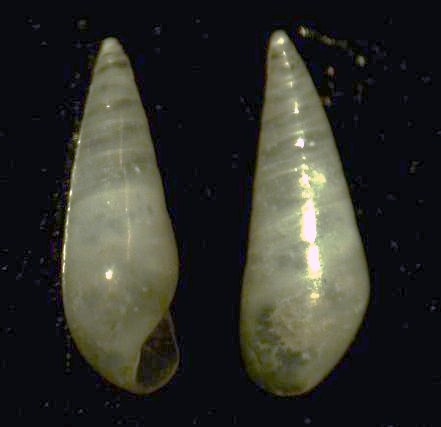
Eulima algoensis, une Eulimidae
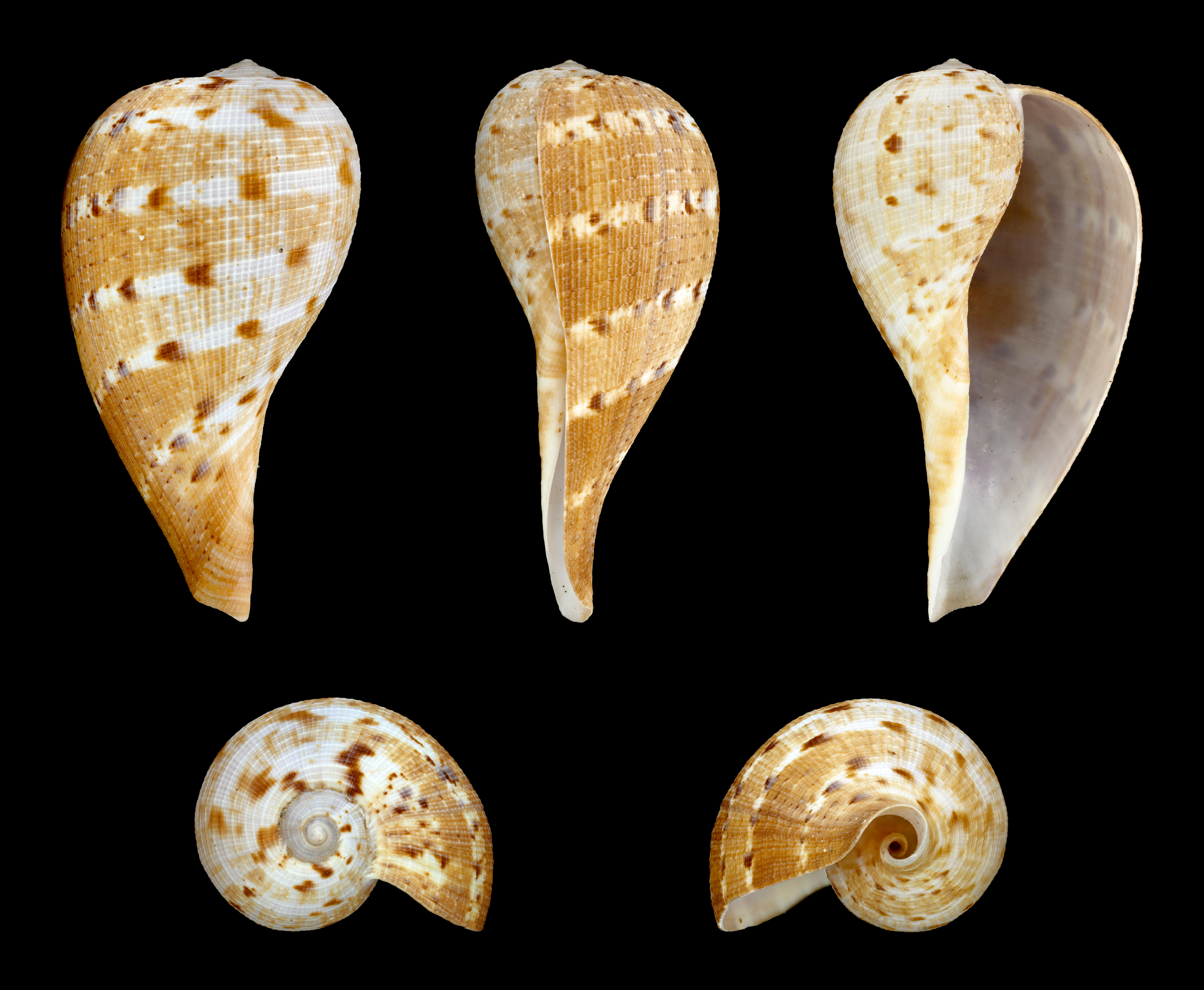
Ficus ficus, un Ficidae
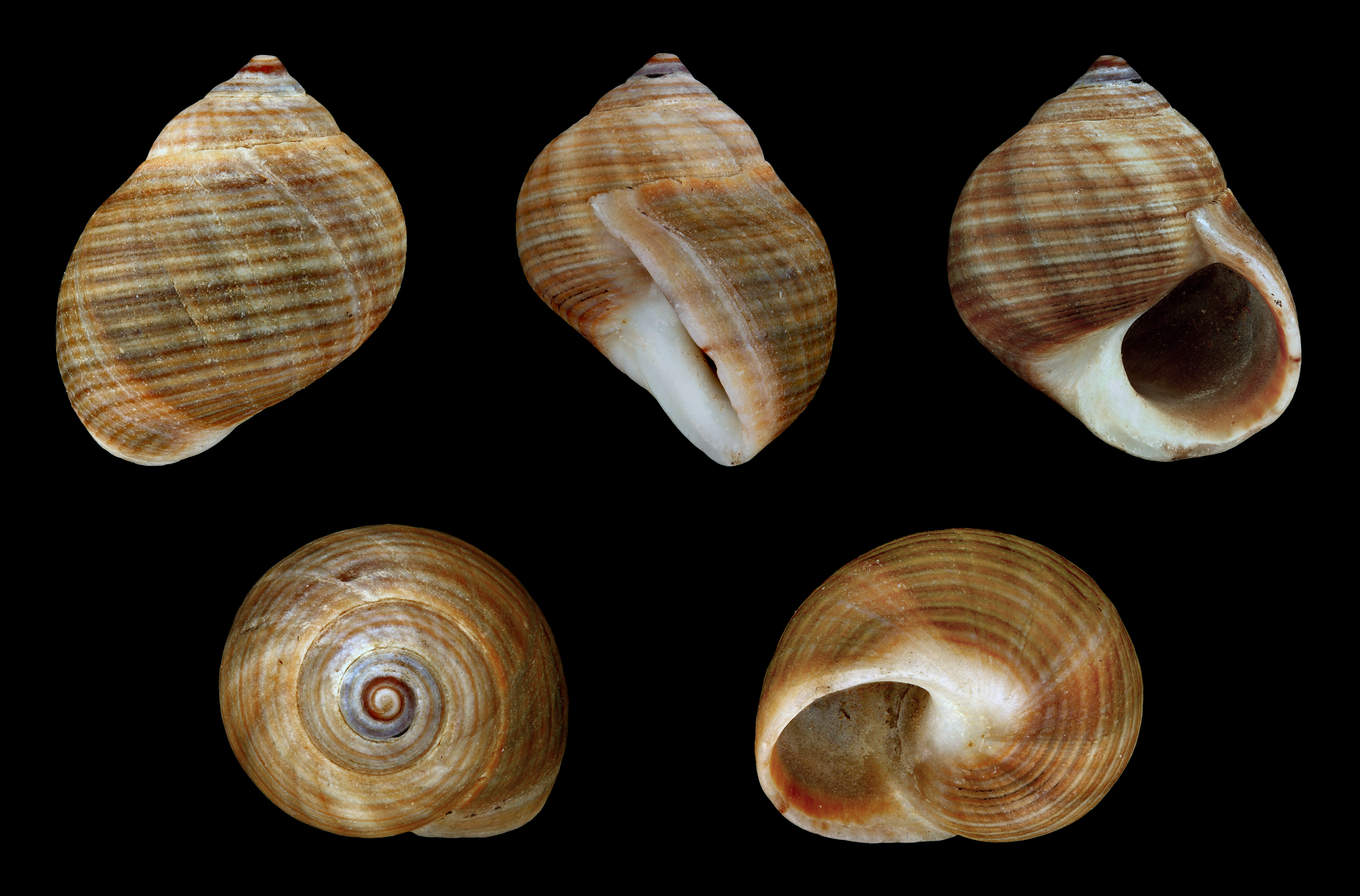
Littorina littorea, un Littorinidae
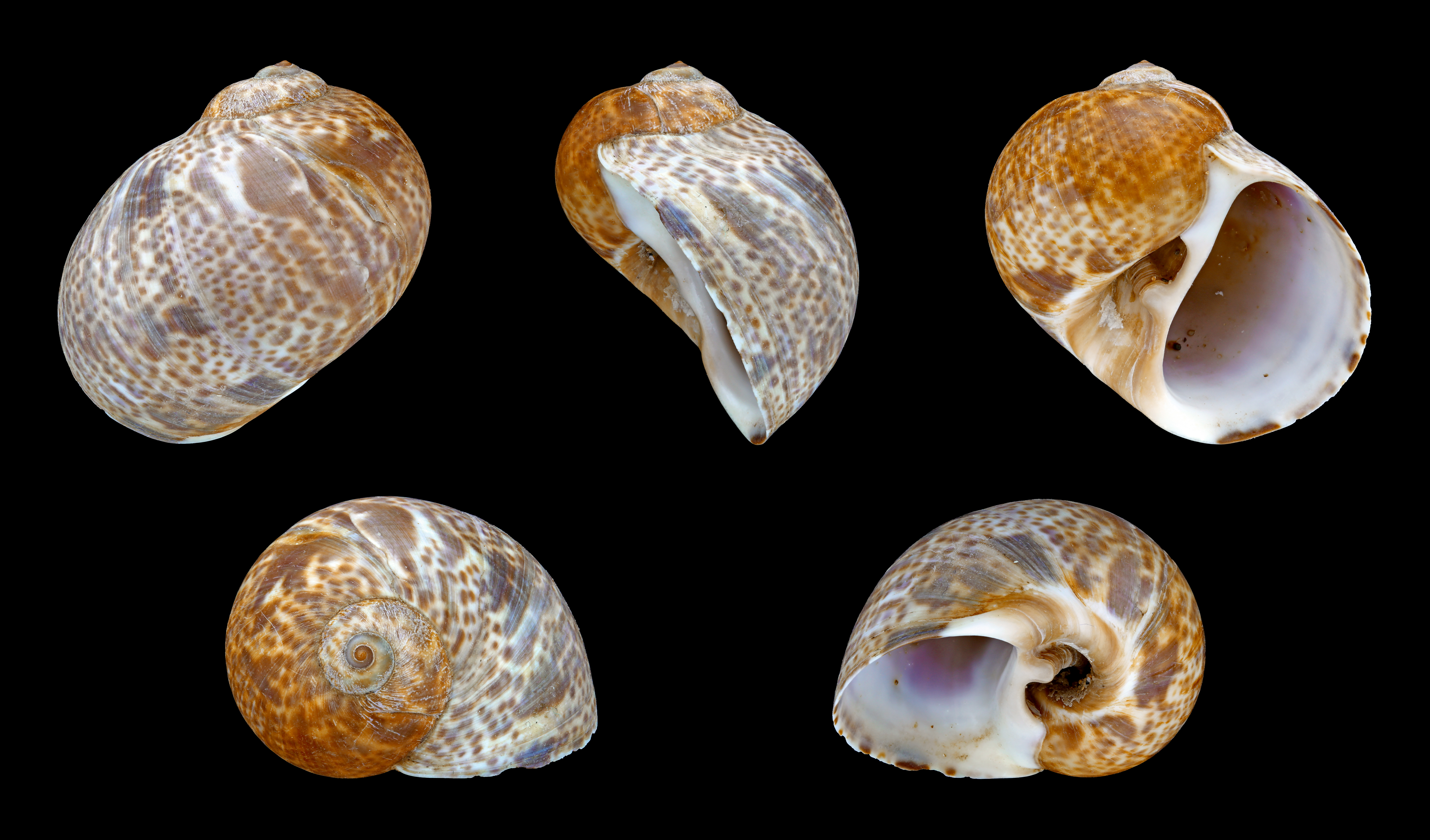
Natica hebraea, une Naticidae
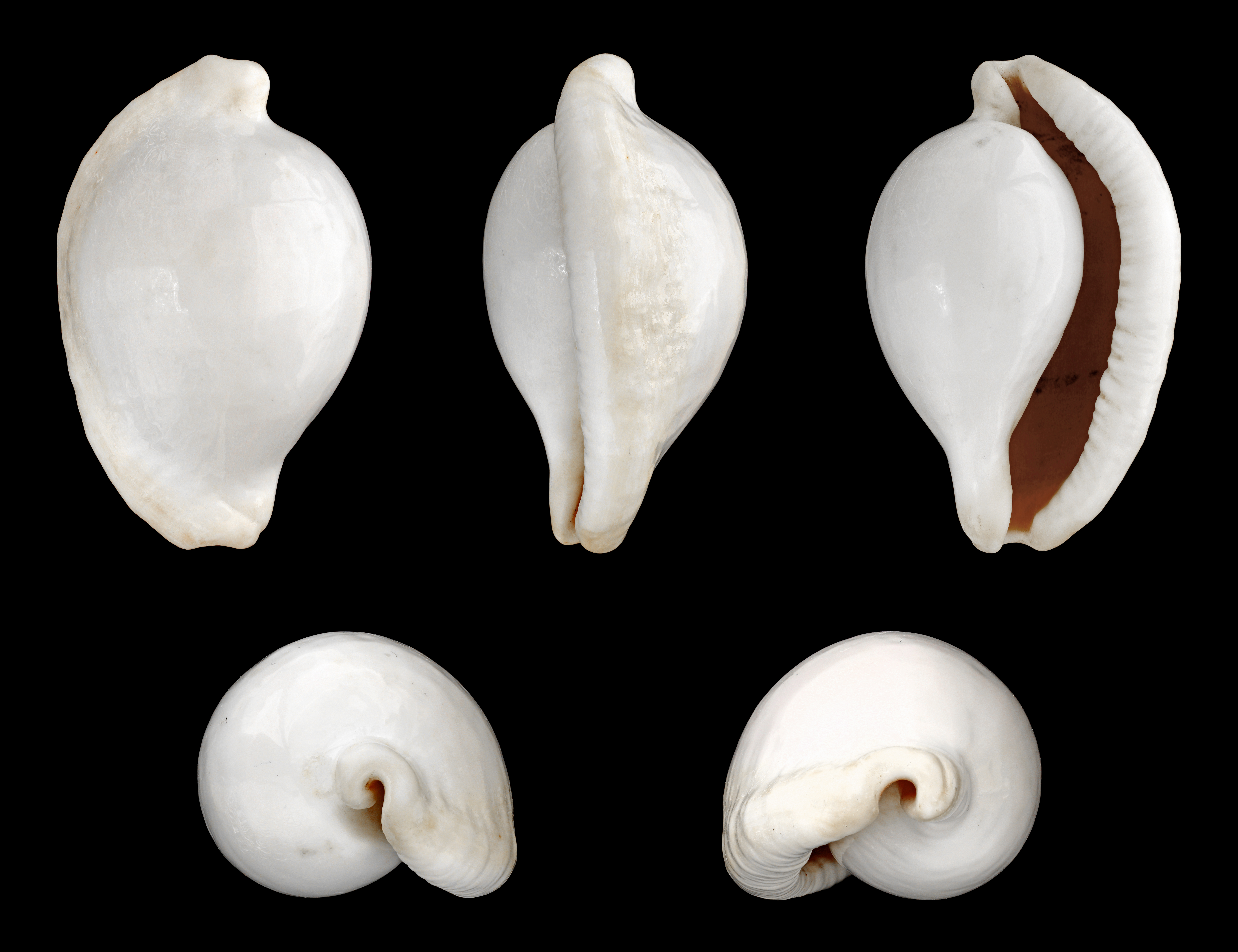
Ovula ovum, une Ovulidae
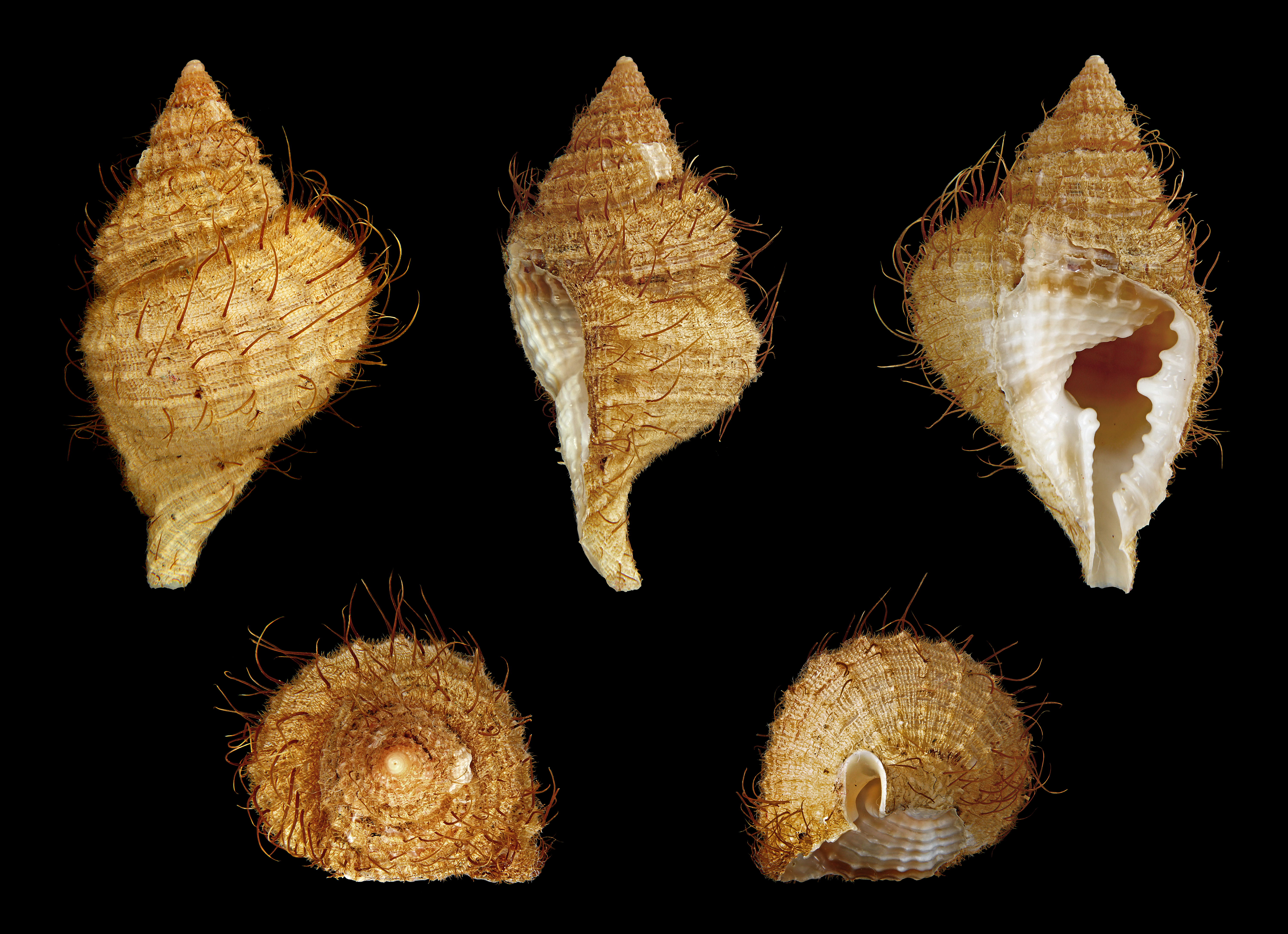
Distorsio ventricosa, un Personidae
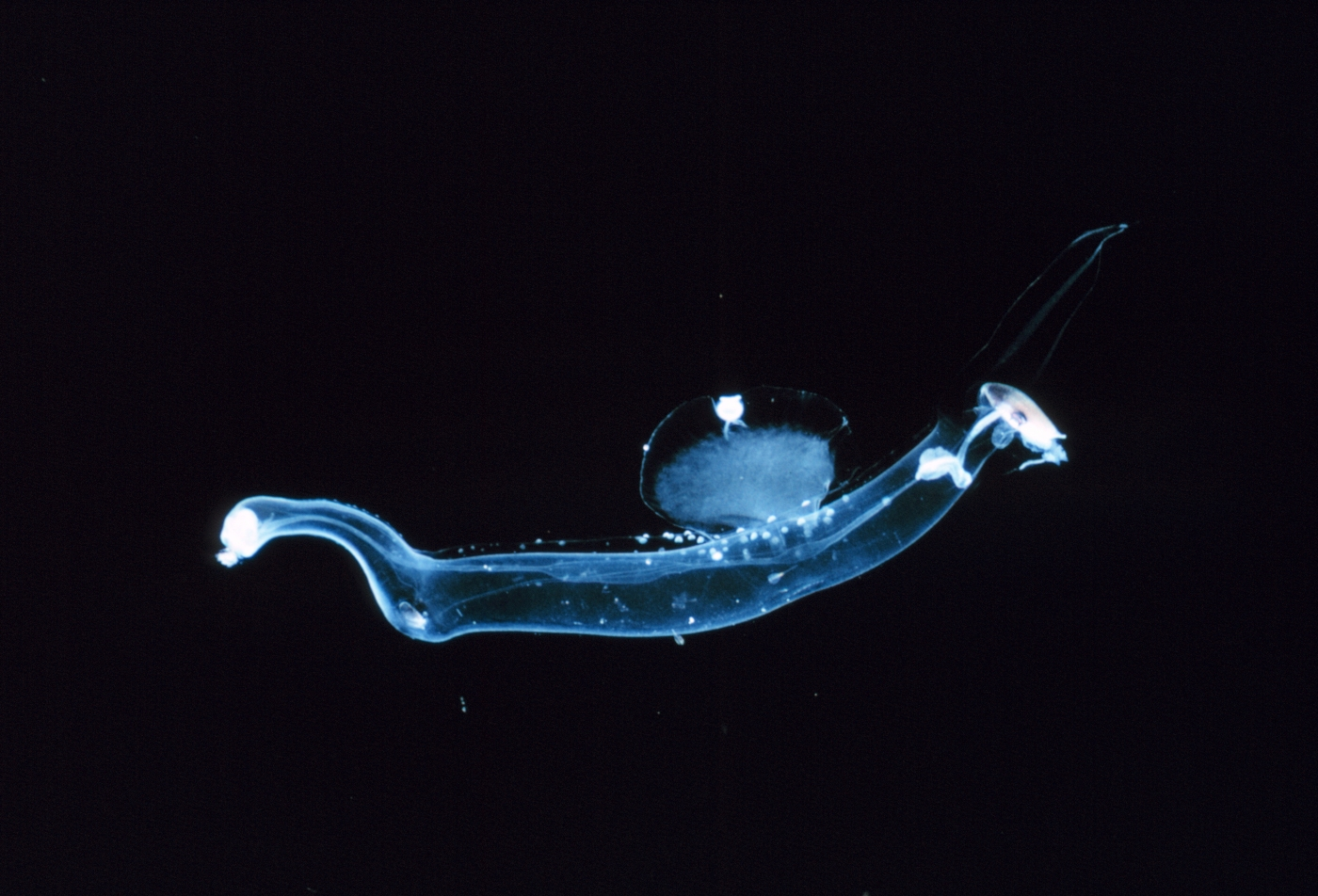
Un Pterotracheidae
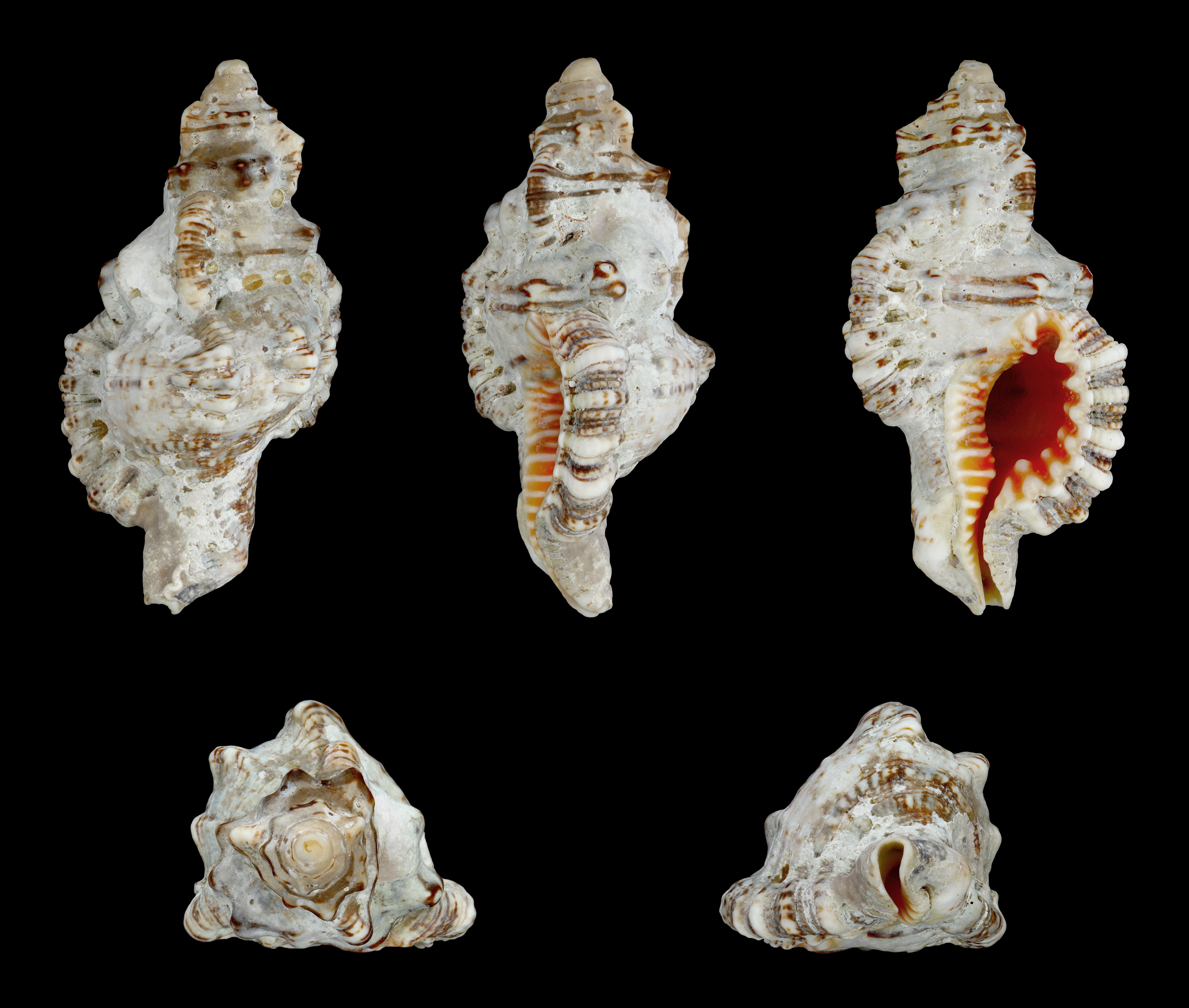
Monoplex nicobaricus, un Ranellidae
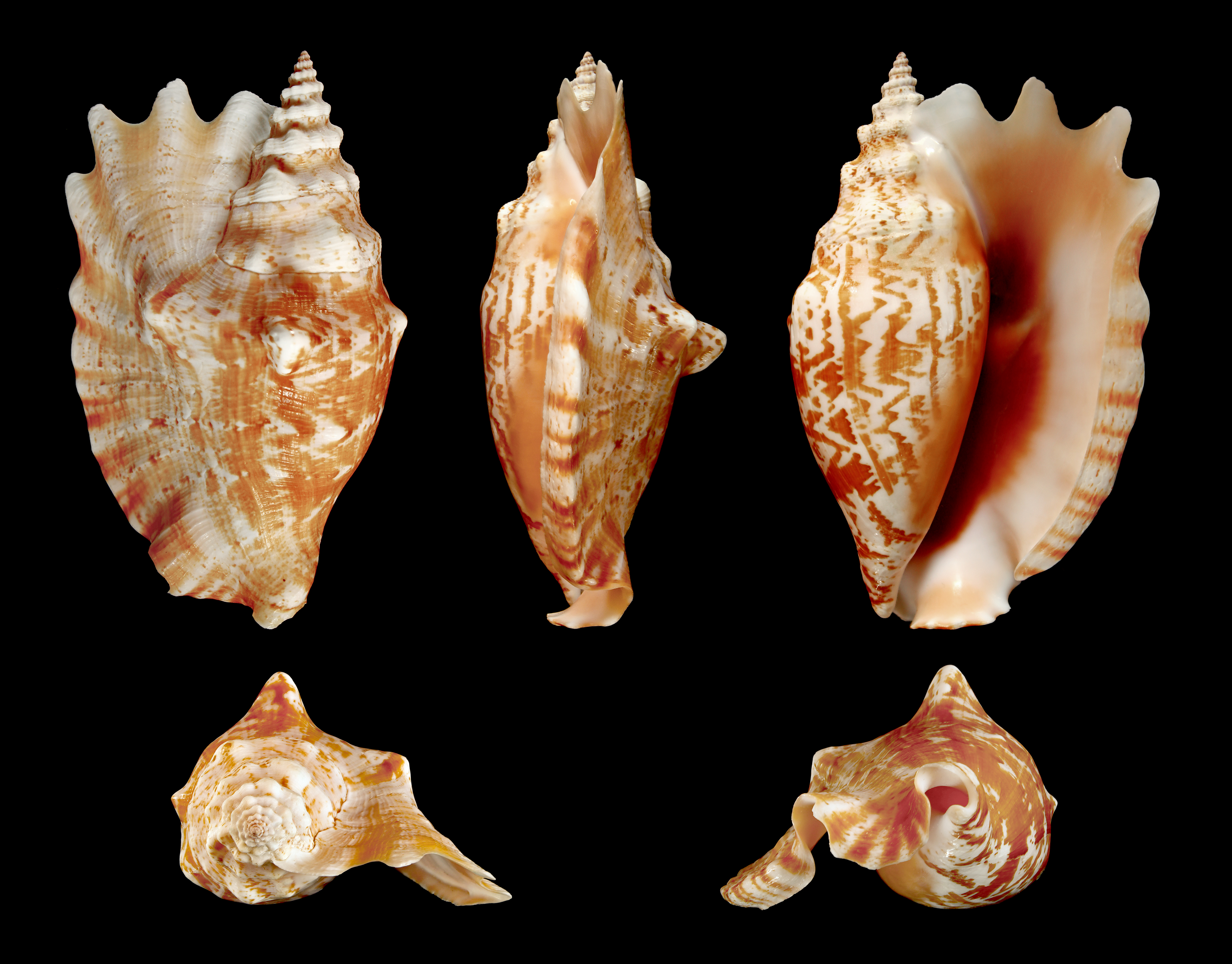
Sinustrombus sinuatus, un Strombidae
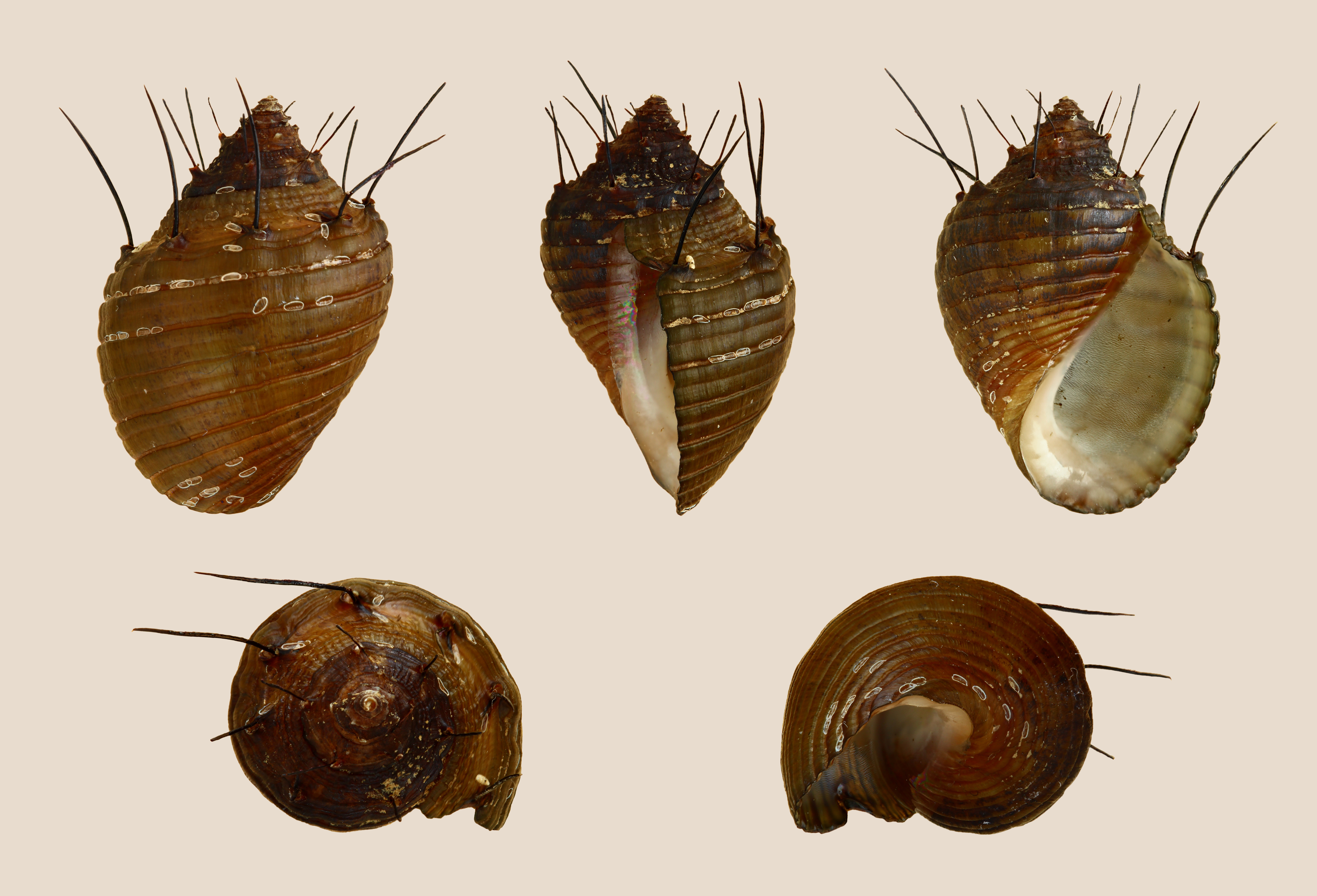
Thiara cancellata, un Thiaridae
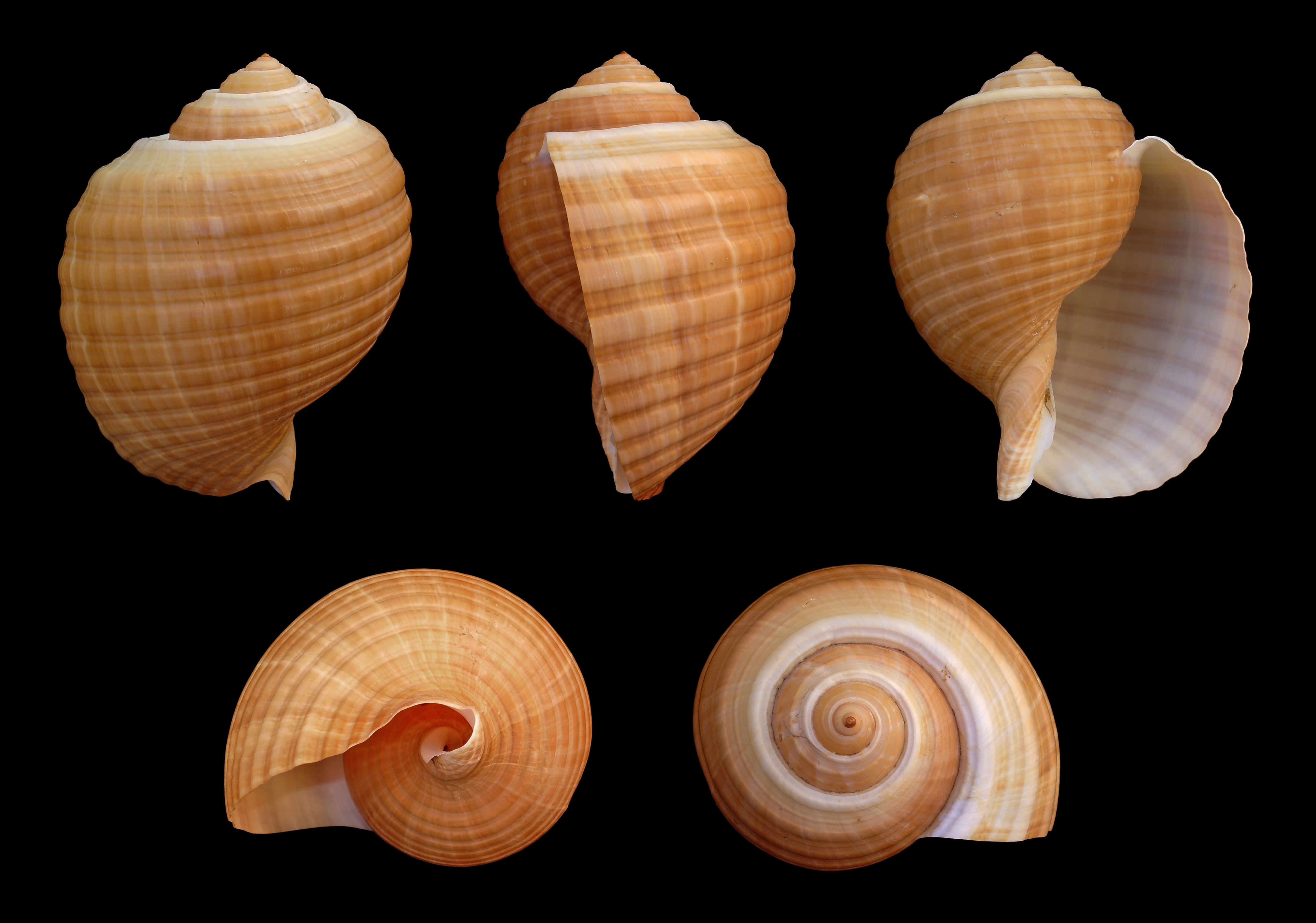
Tonna galea, un Tonnidae
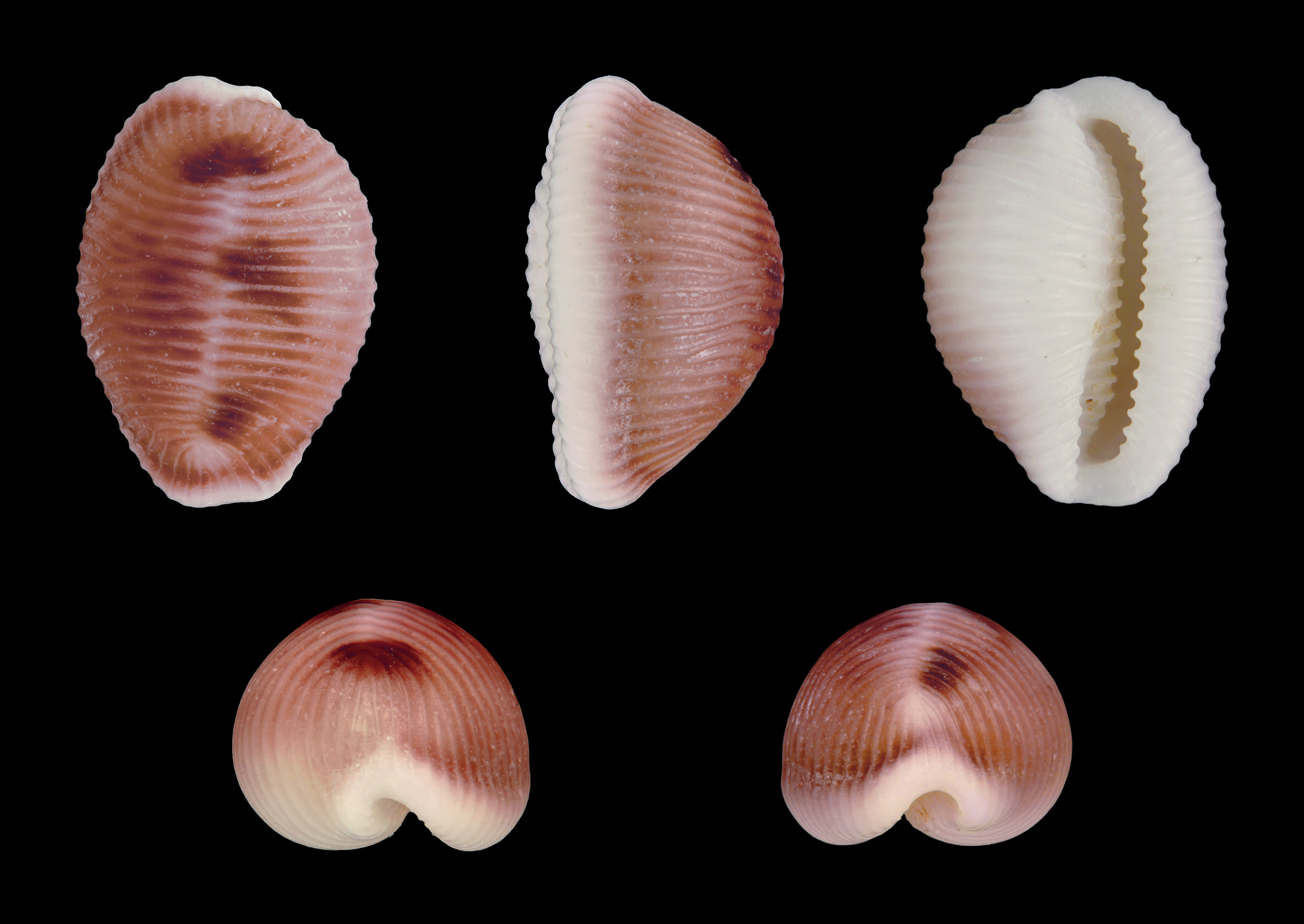
Trivia monacha, une Triviidae